# Cantó de Vic-sur-Aisne
El cantó de Vic-sur-Aisne és un cantó francès del departament de l'Aisne, situat al districte de Soissons. Té 25 municipis i el cap és Vic-sur-Aisne.

## Municipis
- Ambleny
- Bagneux
- Berny-Rivière
- Bieuxy
- Cœuvres-et-Valsery
- Cuisy-en-Almont
- Cutry
- Dommiers
- Épagny
- Fontenoy
- Laversine
- Montigny-Lengrain
- Morsain
- Mortefontaine
- Nouvron-Vingré
- Osly-Courtil
- Pernant
- Ressons-le-Long
- Saconin-et-Breuil
- Saint-Bandry
- Saint-Christophe-à-Berry
- Saint-Pierre-Aigle
- Tartiers
- Vézaponin
- Vic-sur-Aisne

## Història
| Data d'elecció                           | Identitat          | Partit           | Qualitat |
| ---------------------------------------- | ------------------ | ---------------- | -------- |
| 1945-1949                                | Marcel Bonneau     | SFIO             |          |
| 1949-1955                                | M. Marsaux         | Divers droite    |          |
| 1955-1996                                | Pierre Day         | SFIO, després PS |          |
| 1996-2005                                | Raymond Guéhenneux | PS               |          |
| 2005-2011                                | Alain Sautillet    | PS               |          |
| 2011-                                    | Jean-Luc Moraux    | PS               |          |
| les dades anteriors no són pas conegudes |                    |                  |          |
|                                          |                    |                  |          |

## Demografia
| A partir de 1990: Població sense dobles comptes |